# Região fitoecológica
Definido por uma florística de gêneros típicos e de formas biológicas características que se repetem dentro de um mesmo clima, podendo ocorrer em terrenos de litologia variada, mas com relevo bem marcado.
Com base na bibliografia fitogeográfica, em levantamento dos remanescentes de vegetação e em trabalhos de campo, o IBGE estimou a extensão dos tipos de vegetação do Brasil, classificados em regiões fitoecológicas e áreas de vegetação. O referido mapeamento representa uma reconstituição dos tipos de vegetação do território brasileiro na época do descobrimento, mostrando as regiões fitoecológicas e as demais áreas de vegetação com seus grupos e subgrupos.